# JÖ – jung.ökologisch
Die JÖ – jung.ökologisch (ehemals Junge Ökologen) ist die Jugendorganisation der Ökologisch-Demokratischen Partei (ÖDP).

## Inhaltliches Profil
Die politischen Forderungen der JÖ unterscheiden sich nicht wesentlich von denen der Mutterpartei.
So fordern sie unter anderem eine Senkung des Wahlalters und die Einrichtung von Jugendparlamenten, ebenso eine „moderne Kreislaufwirtschaft, die Arbeitsplätze sichert“.
Ferner streben sie nicht nur den kurzfristigen Ausstieg aus der Kernenergie, sondern auch den mittelfristigen Ausstieg aus der Steinkohle an. Die Energiegewinnung soll maximal regenerativ gestaltet werden mittels Energieerzeugung durch Sonne, Wind und Biomasse. Klonen und Gentechnik sollen ihren Vorstellungen nach verboten werden. Des Weiteren sprechen sie sich für Handelsabkommen für Fairen Handel aus und positionieren sich gegen Fremdenfeindlichkeit, Rechtsradikalismus, Linksradikalismus und Antisemitismus.

## Struktur
Die JÖ ist als Bundesvereinigung der ÖDP eine selbstständige Organisation mit dem Recht, sich eine eigene Satzung zu geben. Mitglied kann jeder werden, der das 36. Lebensjahr noch nicht vollendet hat. Die Höchstaltersgrenze wurde 2023 in der Bundesversammlung geändert und lag zuvor bei 33. Eine Mindestaltersgrenze gibt es nicht.
Die Bundesorganisation gliedert sich aktuell in die Landesverbände Rheinland-Pfalz/Saarland und Berlin-Brandenburg, sowie den Bezirksverband Unterfranken und den Stadtverband München. Seit 2014 wurden des Weiteren der Landesverband Nordrhein-Westfalen und folgende Kreis- und Bezirksverbände neu gegründet: JÖ Aschaffenburg, JÖ Landshut, JÖ Mainburg, JÖ Niederbayern, JÖ Oberpfalz.

## Geschichte

Cover einer Mini-CD, die die JÖ anlässlich des Volksbegehrens „Schlanker Staat ohne Senat“ an die Senatoren verschickten.

Die Jungen Ökologen entwickelten sich aus verschiedenen, der Mutterpartei nahestehenden Jugendinitiativen auf regionaler und lokaler Ebene. Die Initiativen hatten noch unterschiedliche Namen und waren ursprünglich untereinander nicht organisatorisch verbunden. So existierte in Ravensburg eine Organisation namens ÖDP-Jugend, während im Landkreis Ahrweiler sowie in Regensburg schon solche mit der Bezeichnung Junge Ökologen aktiv waren.
Der Zusammenschluss dieser Einzelgruppen erfolgte mit Unterstützung der ÖDP am 5. September 1992 in Backnang. Dabei wurde der bereits von einigen der Gruppen getragene, nun gemeinsame Verbandsname Die Jungen Ökologen angenommen sowie eine Satzung und ein Programm beschlossen. Außerdem wurde ein sechsköpfiger Vorstand mit Oliver Müller an der Spitze gewählt. Der Journalist Franz Alt, der der ÖDP nahesteht, trat bei dieser Veranstaltung als Gastredner auf.
Die Organisation hat seit 1995 diverse Untergliederungen, vor allem Kreisverbände, in allen Bundesländern aufgebaut, besonders in Bayern, Baden-Württemberg, Berlin, Nordrhein-Westfalen und Rheinland-Pfalz. Im Februar 1998 brachten sie erstmals die Zeitung Generation ÖX heraus, die seither einige Zeit halbjährlich erschienen ist. 2011 wurde sie als Generation 2.Ö neu aufgelegt.
Weitere Bundesvorsitzende in der Folgezeit waren Johannes Rößler, Martin Viehöver, Wolf Hagenau, Simon Kellner, Tanja Pfisterer, Christoph Peschke und Christian Stadelmann. Auf der Bundesversammlung am 15. Mai 2021 haben die Mitglieder eine Doppelspitze in die Satzung aufgenommen. Durch Briefwahl bestätigt wurden die zwei gleichberechtigten Bundesvorsitzenden Emilia Kirner und Tim-Oliver Kray. Seit März 2023 bildeten zunächst Marleen Berg und Tobias Raffelt die Doppelspitze der JÖ, seit Herbst 2023 wird die JÖ von Tobias Raffelt und Kara Tober geführt, die im Juni 2024 durch eine Wiederwahl bestätigt wurden.
Der geografische Schwerpunkt der Mitglieder liegt in Süddeutschland, insbesondere in Bayern.